# 아우트라인 (목록)
아우트라인(outline)은 계층 관계를 보여주기 위해 나열된 것으로, 일종의 트리 구조이다. 아우트라인은 주어진 대상의 (문장 내) 주요사항이나 주제(용어)를 표현하기 위해 사용된다. 아우트라인 내의 각 항목은 추가적인 하위 항목들로 구분될 수 있다. 하위 구분이 될 경우 현재 사용된 주요 스타일 매뉴얼의 충고에 따라 적어도 2개의 하위 분류를 갖게 된다. 아우트라인은 문서의 초안 도구로서 사용하거나 전반적 지식의 문서의 내용 요약으로서 사용될 수 있다. 산문이나 구두로 표현되는, 주제의 요약이나 개관을 나타내는 개요라는 단어와는 구별된다. 이 문서에서 설명하는 아우트라인은 목록이며 여러 종류가 존재한다.

## 같이 보기
- 계층
- 마인드맵
- 토픽맵